# اللاعب (مسلسل)
اللاعب مسلسل اجتماعي، درامي جزائري من إنتاج التلفزيون الجزائري، وإخراج جمال فزاز. تم عرضه في رمضان 2004 تدور أحداث المسلسل حول عائلة السي عثمان الغنية والتي تسوء حالتها بسبب الأب عثمان أو اللاعب الذي يكتشف لعب القمار لتبدأ أحداث المسلسل الشيقة من خلال المشاكل والصعوبات التي تصبح تواجهها أفراد العائلة.

## الممثلون
- محمد عجايمي
- فتيحة بربار
- نوال زعتر
- فريدة كريم
- نسيمة
- سمير عبدون
- أسماء جرمون
- عبد الكريم بريبار
- نوال زميت
- مليكة بلباي (أو تنهنان)
- لامية بوسكين
- وليد بولفراد
- سيد علي كويرات
- بهية راشدي
- عبد النور شلوش
- جمال بوناب
- مداني نعمون
- ادريس شكروني
- حطاب بن يوسف
- لامية شرفوح
- فتيحة نسرين
- سيدعلي بن سالم
- زهرة حاليت
- محمد لعوادي
- بن خليفة عبد الباسط
- شهرزاد عيواز
- فايزة لوعيل
- عبد الرحمن بوطاجين
- عبد القادر عاشور
- حمدان بومعد
- محمد الحاج بوعلام